# Дуплексный почтовый штемпель

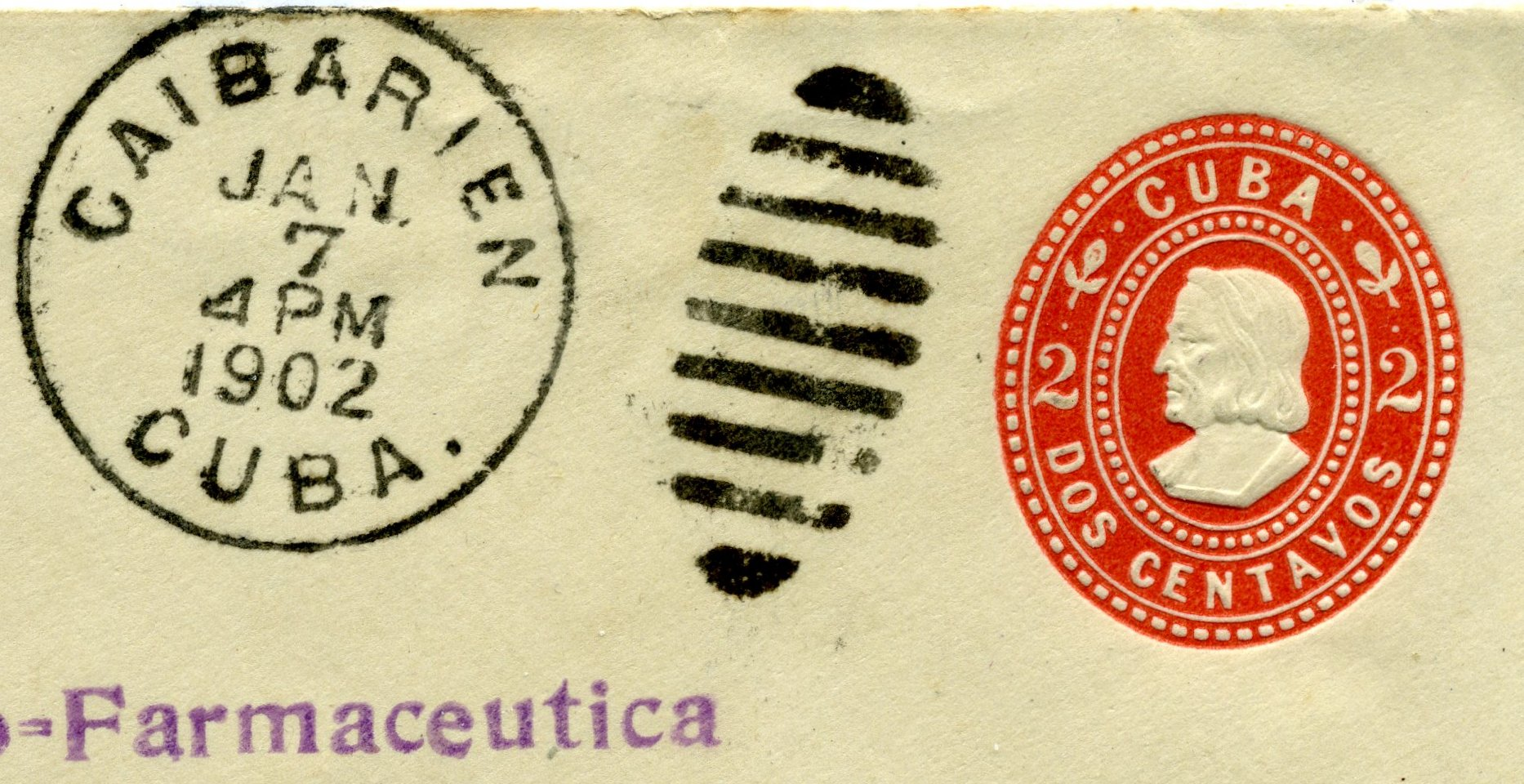
Неточно выполненное гашение дуплексным штемпелем, которое не смогло погасить знак почтовой оплаты

Дуплексный почтовый штемпель или двойной штемпель — резиновый штемпель, используемый для гашения почтовых марок и нанесения оттиска календарного почтового штемпеля, что делалось одновременно одним устройством. У штемпеля был стальной штамп, обычно круглой формы, который наносил оттиск места гашения, а также времени и даты гашения. Этот штамп был закреплён на рукоятке вместе со штемпелем гашения, часто овальной формы, находившимся справа, который ставился на почтовую марку с целью предотвращения её повторного использования. Краска бралась из штемпельной подушки.
Во многих странах погашающая марку часть штемпеля содержала различные цифровые или буквенные обозначения для указания почтового отделения.
В США такие штемпели были впервые использованы в 1860-х годах и продолжали использоваться до 1940-х годов.
Некоторые штемпелевальные машины, такие как французская Дагин или итальянская Дани, также одновременно наносили оттиск как штемпеля гашения, так и календарного штемпеля. Особенно в итальянских источниках (и в немецких источниках об итальянских гашениях) эти штемпели называются дуплексными штемпелями.